# تشبي دودلي
تشبي دودلي (بالإنجليزية: Chubby Dudley)‏ هو مصارع محترف أمريكي، ولد في 25 أبريل 1970 في Upper Darby Township, Pennsylvania ‏ في الولايات المتحدة.

## وصلات خارجية
- تشبي دودلي على موقع CageMatch worker (الإنجليزية)
- تشبي دودلي على موقع قاعدة بيانات المصارعة على الإنترنت (الإنجليزية)

- تشبي دودلي على موقع IMDb (الإنجليزية)